# Анатомія Грея (фільм)
Анатомія Грея — 80-хвилинний концертний фільм режисера Стівена Содерберга , знятий в 1996 році за участю драматизованого монологу актора / письменника Спалдінга Грея . Назва взята з класичного підручника з анатомії людини "Анатомія Грея", який написав Генрі Грей у 1858 році. Фільм був знятий за десять днів наприкінці січня 1996 року  під час перерви, яку Содерберг мав після зйомок попереднього фільму  Шизополіс.

## Сюжет
Фільм -монолог про Спалдінга Грея, головного героя, якому поставлено діагноз - рідкісне захворювання очей під назвою Макулярний пакер . Вислухавши всі варіанти лікування, і, розуміючи небезпеку хірургічного втручання, він вирушає у навколосвітню подорож на пошуки инших форм медицини. 